# 三神真彦
三神 真彦（みかみ まさひこ、1932年2月24日 - 2008年10月18日）は日本の作家、映像作家。東京都生まれ。本名・藤久真彦。放送評論家の藤久ミネは妻。

## 略歴
- 京都大学文学部卒業。
- 1971年、『流刑地にて』で太宰治賞を受賞
- 1988年、『わがままいっぱい名取洋之助』で講談社ノンフィクション賞受賞

## 著書
- 『流刑地にて』 筑摩書房 1972
- 『イベリアの肖像画』筑摩書房 1973
- 『幻影の時代』 中央公論社 1975
- 『映されない世界』日本経済新聞社 1977
- 『わがままいっぱい名取洋之助』 筑摩書房 1988、ちくま文庫 1992
- 『民主主義の養子たち―昭和19年入学水戸中学生の群像』 論創社、2009